# Схаутен, Тес
Тес Схаутен (сев. ндебеле Tes Schouten; род. 31 декабря 2000, Бодегравен) ― нидерландская пловчиха, призёр летних Олимпийских игр 2024 года, чемпионка мира 2024 года, призёр Европейских игр 2015 года. Участница летних Олимпийских игр 2020 и 2024 годов.

## Биография
Родилась 31 декабря 2000 года в Бодегравене, Нидерланды.
На I Европейских играх 2015 года в Баку завоевала серебряную медаль в эстафетном заплыве 4 по 100 метров комплексным плаванием.
В 2021 году приняла участие в летних Олимпийских играх в Токио. На дистанции 100 метров брассом заняла итоговое двадцать пятое место, не сумев преодолеть сито предварительных заплывов. В эстафете 4 по 100 метров комплексным плаванием в составе нидерландской команды заняла итоговое десятое место.
На чемпионате мира в 25-метровом бассейне в Мельбурне завоевала две медали, став серебряным призёром на дистанции 100 метров брассом, а также стала бронзовой призёркой на дистанции 200 метров брассом.
На чемпионате мира в катарской Дохе в феврале 2024 года выиграла золото на дистанции 200 метров брассом. На дистанции 100 метров брассом стала серебряным призёром.

### Олимпиада 2024 в Париже
На Олимпийских играх 2024 года в Париже сумела завоевать бронзовую медаль, которую выиграла в индивидуальном заплыве на дистанции 200 метров брассом.